# Molring
Molring (deutsch Molringen) ist eine französische Gemeinde im Département Moselle in der Region Grand Est (bis 2015 Lothringen). Sie gehört zum Arrondissement Château-Salins. Mit 9 Einwohnern (Stand 1. Januar 2022) ist Molring die kleinste der 725 Gemeinden des Départements Moselle.

## Geographie
Molring liegt in Lothringen, 57 Kilometer südöstlich von Metz, 32 Kilometer ostnordöstlich von Château-Salins und sechs Kilometer südwestlich von Albestroff (Albesdorf) auf einer Höhe zwischen 229 und 257 m über dem Meeresspiegel. Durch das 3,26 km² umfassende Gemeindegebiet führt die Bahnlinie Metz–Straßburg.

## Geschichte
Im Jahr 1304 verkaufte Bertrand de Marsal seine Güter zu Molleringen dem Kloster Vergaville; auch waren die Minoriten von Bassing (Bessingen) hier begütert. Das kleine Dorf wurde im 15. Jahrhundert zerstört; 1698 wurde es neu errichtet. Im Jahr 1711 wurde Molringen als lothringisches Lehen an Baron de Theillières gegeben, dessen Familie es bis zum Ende des 18. Jahrhunderts behielt.
Durch den Frankfurter Frieden vom 10. Mai 1871 kam die Region an das deutsche Reichsland Elsaß-Lothringen, und das Dorf wurde dem Kreis Château-Salins im Bezirk Lothringen zugeordnet. Die Dorfbewohner betrieben Getreide-, Wein- und Obstbau.
Nach dem Ersten Weltkrieg musste die Region aufgrund der Bestimmungen des Versailler Vertrags 1919 an Frankreich abgetreten werden. Im Zweiten Weltkrieg war die Region von der deutschen Wehrmacht besetzt.
Die Ortschaft hat  heute weniger als ein Dutzend Gebäude.

### Bevölkerungsentwicklung
| Jahr      | 1962 | 1968 | 1975 | 1982 | 1990 | 1999 | 2007 | 2019 |
| Einwohner | 25   | 26   | 21   | 15   | 16   | 17   | 10   | 5    |

## Wappen
Das Gemeindewappen zeigt die früheren Zugehörigkeiten von Molring: heraldisch rechts der rote Balken der Kastellanei von Marimont (Morsberg) und links die geschwungenen silbernen Bänder der Propstei von Dieuze.